# Purkynějeva vlakna
Purkynějeva vlakna potekajo v notranji steni srčnih prekatov tik pod endokardom. Ta specializirana prevodna vlakna so večja od kardiomiocitov ter imajo manj miofibril in večje število mitohondrijev. Srčne akcijske potenciale lahko prevajajo hitreje in učinkoviteje kot druge celice v srcu. Purkynějeva vlakna prevodnemu sistemu omogočajo usklajeno krčenje prekatov in so zato nujna za ohranjanje urejenega srčnega ritma. Poimenovana so po češkem zdravniku in anatomu Janu Evangelistu Purkyněju, ki jih je odkril leta 1839.

## Histologija
Purkynějeva vlakna so edinstven končni organ. Histološki pregled pokaže, da se v steni prekatov razcepijo. Električni impulzi vanje prispejo iz sinuatrialnega vozla. Če ni aberantnih vlaken, so te vlakna medsebojno ločena s kolagenom ali srčnim skeletom.
Purkynějeva vlakna so specializirana za hitro prevajanje impulzov (številni napetostno uravnavani natrijevi kanali in mitohondriji ter manj miofibril kot okolišna mišična vlakna). Zaradi razmeroma manj miofibril se barvajo drugače od okolišnih srčnih celic, zaradi glikogena, nakopičenega ob jedru, pa so pod mikroskopom svetlejša in večja od sosednjih vlaken, urejenih v vzolžni smeri (vzporedno s srčnim vektorjem). Pogosto so dvojedrna.

## Vloga
Na srčno frekvenco močno vpliva avtonomni živčni sistem. Purkynějeva vlakna nanjo ne vplivajo, razen v primeru okvare sinuatrialnega vozla. Nanje vplivajo električni impulzi iz sinuatrialnega vozla.
Purkynějeva vlakna ob krčenju prekatov prenesejo impulz za krčenje iz levega in desnega kraka prevodnega sistema v miokard prekatov. To povzroči kontrakcijo prekatov in nastanek sile, ki iztisne kri iz srca, bodisi v pljučni obtok iz desnega prekata bodisi v sistemski obtok iz levega prekata.
Če pride do okvare nastajanja impulzov pred njimi, lahko Purkynějeva vlakna prožijo impulze s frekvenco od 15 do 40 utripov na minuto. Sinuatrialni vozel običajno impulze proži s frekvenco od 60 do 100 utripov na minuto. Ta vlakna torej ustvarjajo akcijske potenciale, vendar z nižjo frekvenco kot sinuatrialni vozel, zato je njihova sposobnost proženja impulzov zavrta. Tako so Purkynějeva vlakna zadnja, ki še omogočajo nastajanje srčnih impulzov, če drugi spodbujevalniki odpovejo. Ob proženju Purkynějevih vlaken lahko pride do prezgodnjega krčenja prekatov oz. prezgodnje ventrikularne kontrakcije ali pa do ventrikularnega bega.